# Rocca Estense (San Felice sul Panaro)
Die Rocca Estense ist eine mittelalterliche Burg im historischen Zentrum von San Felice sul Panaro in der italienischen Region Emilia-Romagna. Sie liegt an der Via Mazzini und ist die bedeutendste Sehenswürdigkeit des Ortes. Das Gebäude hat einen rechteckigen Grundriss und vier Ecktürme. Der Turm an der Südostseite ist der Bergfried.

## Geschichte
Die Bauarbeiten begannen 1340 auf Geheiß des Markgrafen Obizzo III. d’Este. Nach etwa 20 Jahren waren sie abgeschlossen. Im darauf folgenden Jahrhundert wurde die Burg im Auftrag von Markgraf Niccolò III. d’Este, der mit den Arbeiten den bekannten Militärarchitekten Bartolino da Novarra betraute, instand gesetzt und abschließend bewaffnet.
Die Burg wurde beim Erdbeben in Norditalien 2012 am 20. Mai schwer beschädigt: Die Dächer der Türme stürzten ein, der Bergfried zeigte große Risse. Die Schäden wurden durch das nachfolgende Beben am 29. Mai desselben Jahres noch verschlimmert.

## Der Name
Die Burg wurde auch „Girone“ (dt.: Gruppe) genannt, wobei man nicht mit Sicherheit weiß, warum. Vermutlich liegt der Grund darin, dass sich die Burg über der Stadtmauer von San Felice sul Panaro erhebt.

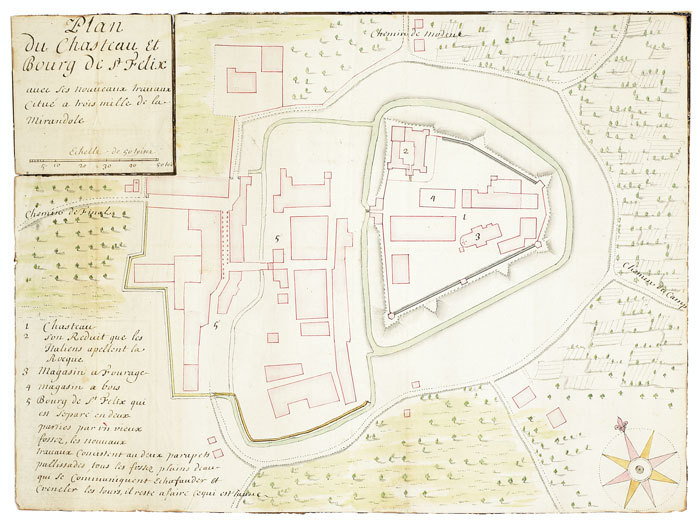
Karte der Burg und der Siedlung von San Felice sul Panaro während des Spanischen Erbfolgekrieges (1705)
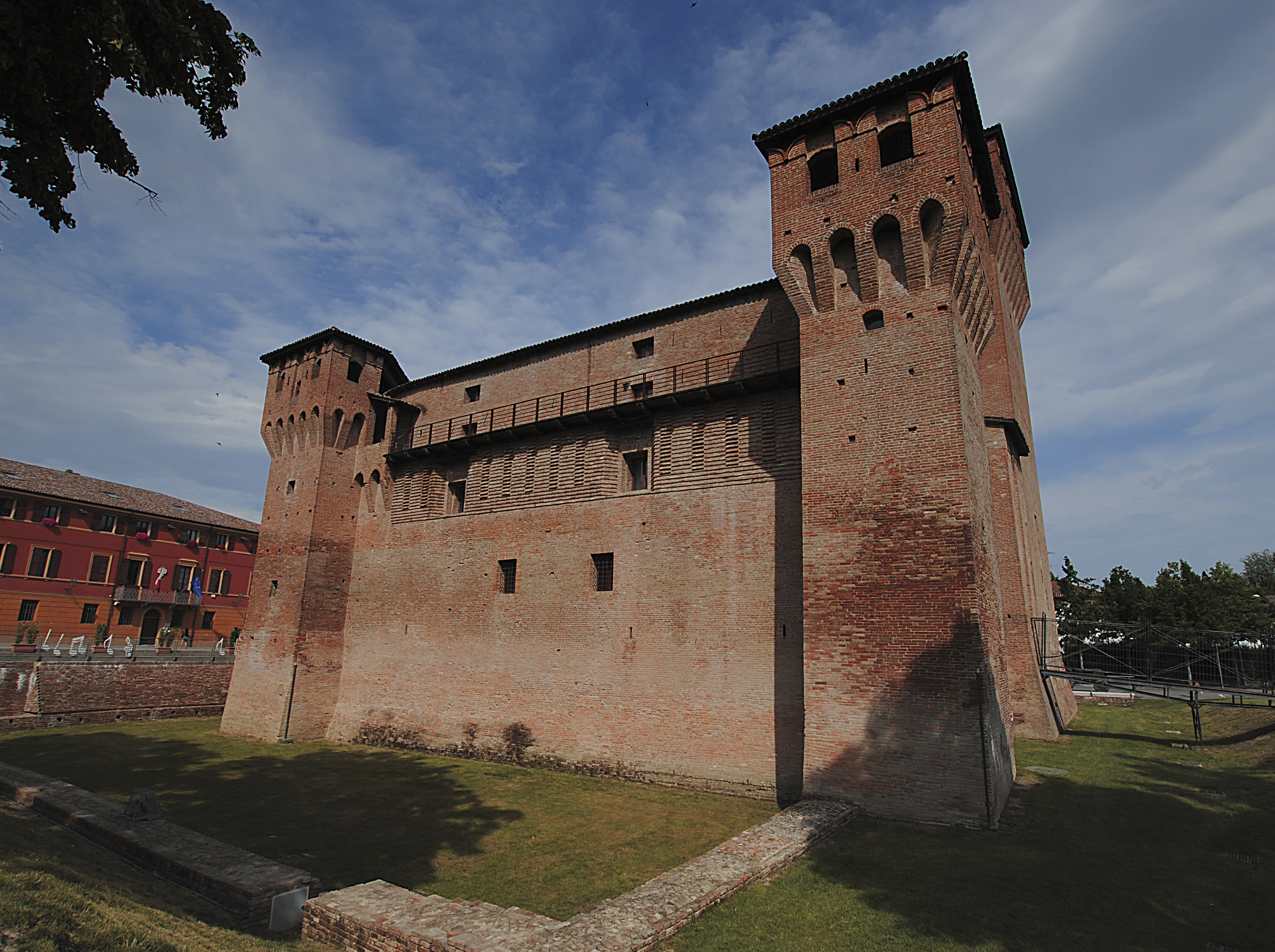
Westseite (2011)
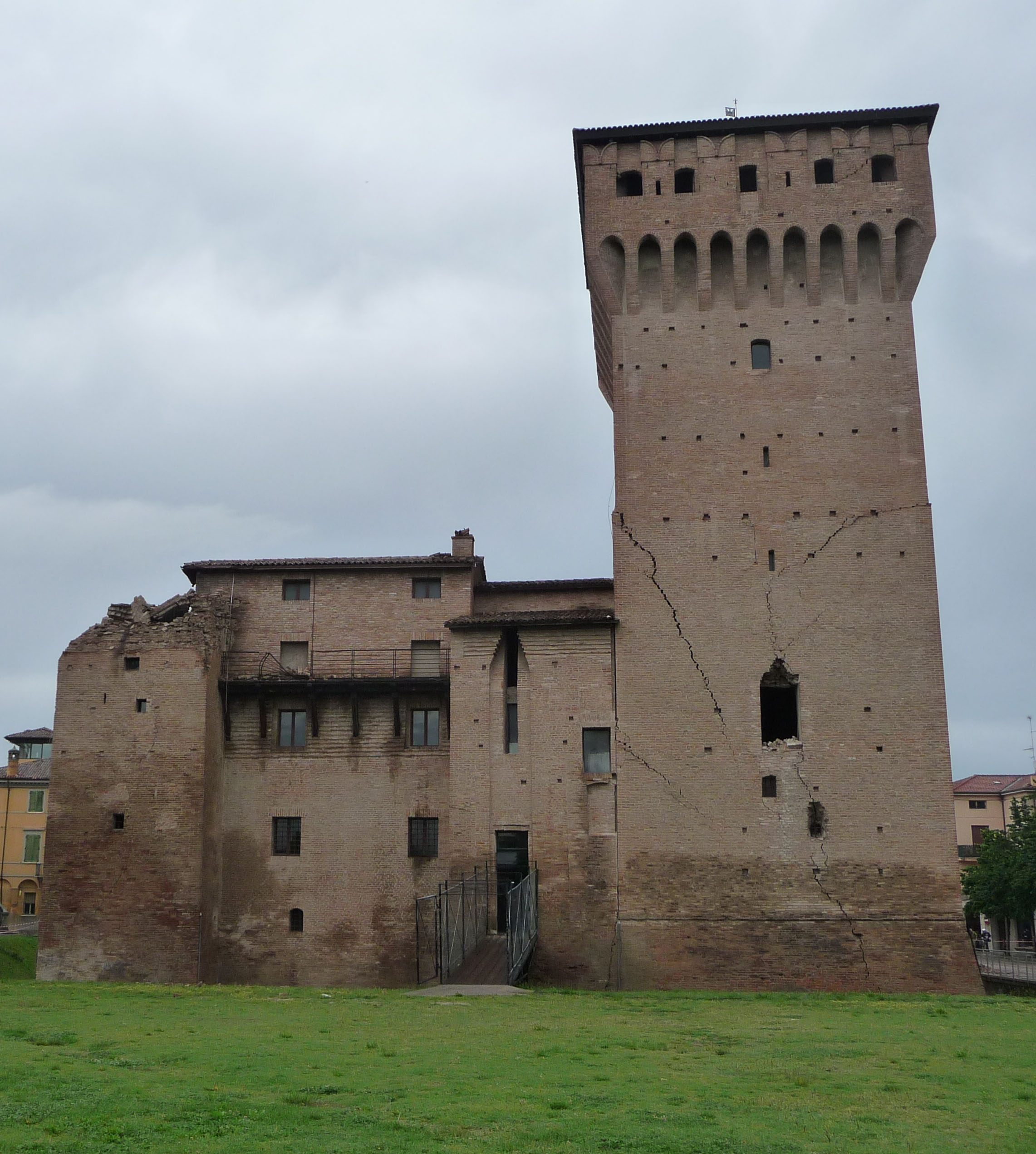
Südseite der Rocca Estense nach dem Erdbeben am 20. Mai 2012
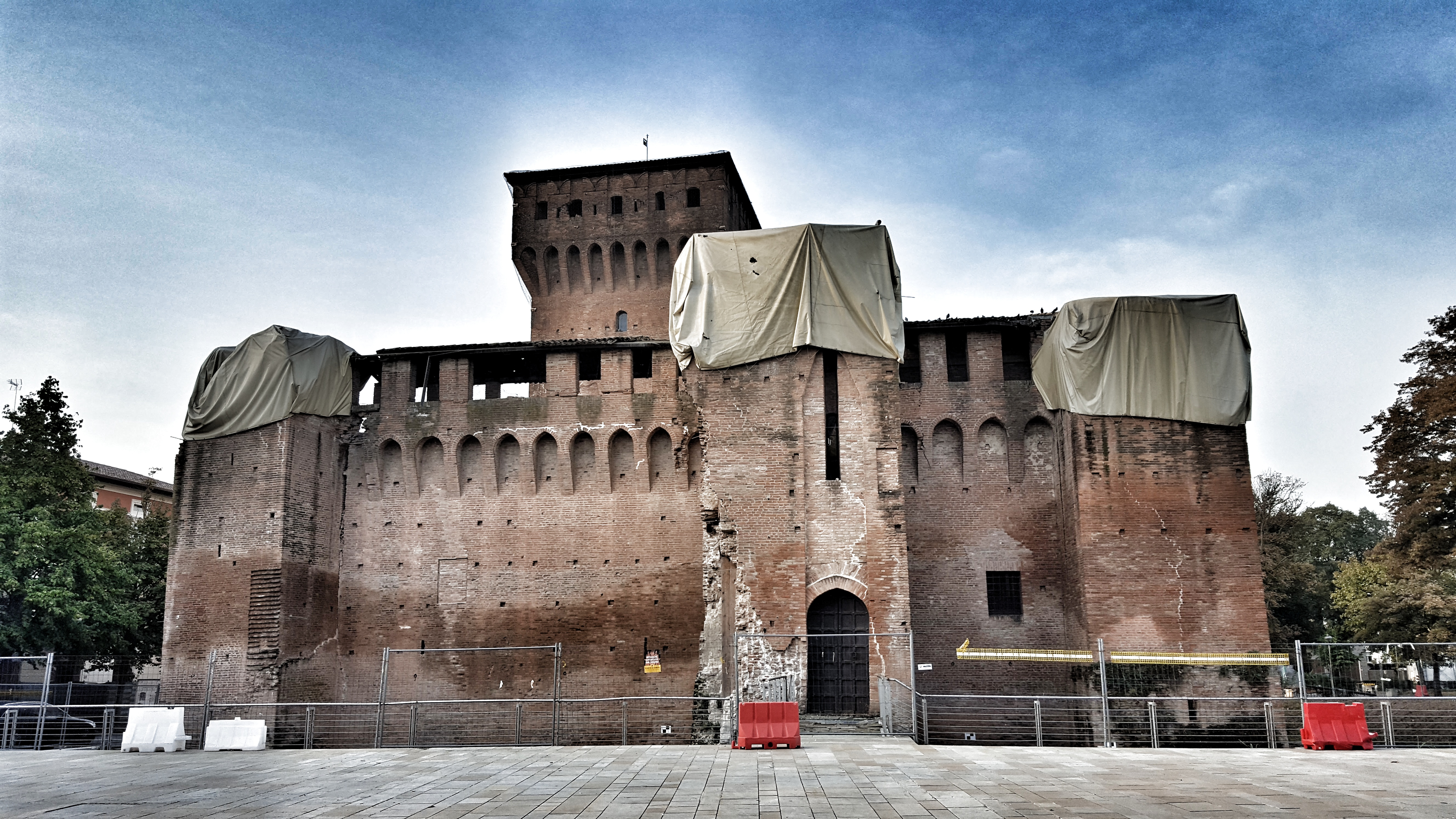
Nordseite (2018)